# She talks
She talks er en dansk musikgruppe bestående af Inge Poulsen, Henrik Madsen og Jens Poulsen.
De havde albumdebut i 2011, og i 2013 udgav de deres andet album Heroine, der blev rimelig godt modtaget.
Som deres inspiration nævner gruppen The Byrds og Beach House, og She talks Heroines musik er karakteriseret som "sødmefuld popmusik med klare hilsner til tresserne, ringlende guitarer, kælen ungpigevokal og bittersøde tekster".

## Links
- She Talks, YouTube-kanal.
- She talks, DR.